# 혈검단심
《혈검단심》(血劍丹心)은 타이완의 소설가 와룡생의 무협 소설이다. 1970년 타이완에서 출판되었다.

## 작품 특징
대부분의 복수를 주제로 하는 작품들은 주인공이 아주 어릴 때부터 등장하고, 기연을 얻어 몇 년 간 숨어서 무공을 닦은 후 젊은, 이름없는 소년 영웅으로 등장하는 것이 일반적인데 반해, 이 작품은 출판 연도인 1970년을 감안하면 조금 특이하다고 할 수 있다.
주인공은 18세, 화산파의 제자이다. 초반부에 주인공이 어떤 인물인지 소설 내 등장인물들과 독자가 모두 알게 되는데, 그 이유가 멸문지화나 부모의 복수같은 것들이 아닌, 음적으로 수배령이 내려진 수배자라서 그렇다. 누명을 벗는다는 내용은 특별하진 않지만, 수배자라고 해서 숨어서 무공을 연마하기보다는, 밝은 곳에서 이름과 얼굴을 드러내고 활동한다.
구파일방에 속하는 문파들과 인물이 많이 등장하는데, 대부분 천지맹의 통제 하에 있고, 그에 맞서 개방이 홀로 분투하는 편이다.
대부분의 무협소설이 그렇기도 하고 와룡생의 작품도 다르지 않듯이, 마지막에 은원이 해결되거나, 복수에 성공하는 것이 일반적인데, 이 작품은 마치 현대의 시즌제 드라마처럼 많은 여지를 두고 작품이 마무리된다. 하지만 작품의 질을 떨어뜨리는 정도는 아니다.

## 전체 줄거리
10여 년 전 어지러운 강호를 진정 시키기 위해 뜻있는 사람들이 모여 천지맹을 창설하기로 한다.
맹주 자리를 노리던 여러 사람들이 있었으나, 건곤쌍절(乾坤雙絕)로 이름을 날리던 소정(肖錚)과 두비경(杜飛卿)이 자신의 의사와 무관하게 유력한 후보가 되고 결국 소정이 맹주가 되고 두비경은 홀연히 사라진다.
천지맹 가입 문파들의 추천을 받아 두비경, 표향곡주 사자운, 천수신군 동방옥명, 수라왕 곽덕이 4대 부맹주로 임명되고, 천지맹은 천수신군의 신풍보에서 축하연을 벌이게 된다.
축하연 도중 돌연 맹주와 부맹주들이 사라지고.. 이후 소문이 돌았다. 소정과 두비경은 모두 표향곡주에게 마음이 있었는데, 맹주가 되면 명예를 얻고, 맹주를 포기하면 미인의 사랑을 얻는다는 셋의 약속이 있었다는 것이다.
10여 년 후 화산파의 제자이자 두비경의 아들 '두군평'은 과거 음행을 저지른 혐의로 천지맹으로부터 수배령이 떨어진다.
거스를 수 없는 천지맹의 명령이었으나, 화산파는 두군평을 몰래 탈출시킨다.
이후 두군평은 보이지 않는 이들의 도움, 안배 속에서 여러 사람들과 사건을 통해 성장해간다.
천지맹은 가짜 소정을 앞세워 천지맹의 이름으로 악행을 일삼고, 백도 4대 부맹주에 이어 흑도 4대 부맹주 자리를 만들고 강호를 지배하려 한다.
시간이 흘러 천지맹은 중양절에 맹우대회를 열어 천지맹을 36개 정파들의 연합이 아닌 무림 전체의 연합으로 확장하려 하고, 이때 모든 것을 해결하기 위해 전부 한자리에 모이게 된다.
결국 원인은 소정, 두비경, 표향곡주 세 사람에 대한 근거 없는 소문이 원인이었다.
이 소문은 애초에 말이 되지 않았는데, 소정은 동자공을 연마한 사람이며, 두비경은 혼인을 한 사람이었고, 표향곡의 곡주는 대대로 독신으로 살아야 하는 자리였다.
사자운은 당대의 건곤쌍절인 소정, 두비경에게 마음이 없지는 않았지만 예로써 그쳤고 결백했다. 실제로 두비경이 은근히 뜻을 비췄지만 거절했는데, 이후 두비경은 상심한 상태에서 맹자경의 지시로 독살당한다.
하지만 표향곡주의 사매 맹자경과 소정의 사매 상관려경은 소문을 믿고 이들을 오해하고 질투하여, 끝내 신기우사의 꾐에 빠져 축하연에서 맹주와 부맹주들에게 만성지독을 사용해 천지맹을 장악하려 했다.
만성지독에 당한 것을 눈치챈 소정은 사라지고, 표향곡주는 죽음을 가장해서 은거했으며, 수라왕은 멀리 해외에서 나오지 않았고. 천수신군은 신풍보에서 맹자경의 손아래 허수아비가 되었다.
이후 두군평은 강호를 유람하면서 이들을 차례대로 만나 무공을 전수 받고 성장함과 동시에, 여러 여자들과 만나게 되는데 아버지 두비경과 마찬가지로 소문으로부터 자유롭지 못했고 오해와 질투는 여전했다.
맹우대회 마지막에 이르러 소정과 표향곡주는 사문의 정, 타인의 시선에 대한 체면 때문에 이러지도 저러지도 못하고 끝내 제대로 해명하지 못한다.
최후의 방법마저 실패하자 신기우사와 상관려경은 도망가고 맹자경은 불교에 귀의한다.
두군평은 아직 부친의 원수도 갚지 못했는데, 어른들의 기대와 여자친구들 생각에 큰 부담을 느낀다.

## 등장인물
- 두군평(杜君平) : 천지맹의 수배령을 받은 이후 강호를 유람하며 아버지의 죽음에 대한 복수를 하고자 한다. 암암리에 도와주는 주변 인물들은 하나같이 때를 기다리라며 자세한 내용을 얘기해주지 않아 불만이다.
- 쾌부수(快斧手) 공손교(公孫喬) : 두비경이 화를 당한 뒤 두군평이 화산파에 들어가기 전까지 맡아서 길렀다.
- 홍검노인(紅臉老人) : 맹주 철염창룡 소정이 신분을 숨긴 상태
- 호수마륵(皓首摩勒) 우겸(于謙) : 맹주 소정의 부하. 종종 두군평을 도와준다.
- 소수용녀(素手龍女) 완령(阮玲) : 표향곡주 사자운 사망 이후 새로운 표향곡주 신분을 물려받아 책임감이 막중하고 어른스럽다.
- 장림옥봉(長林玉鳳) 왕진(王珍) : 완령의 개구장이 사매. 언니 완령을 존경하고 어려워 한다.
- 설고파(薛姑婆) : 표향곡의 총관. 표향곡에 대한 충성심이 강하고 불같은 성격이다.
- 여약화(厲若花) : 동마 여음평의 딸. 천방지축으로 제멋대로 행동해서 소문이 좋지 않지만 실제로는 청백하며 순수하다. 두군평을 만난 뒤로 철없었던 지난날을 후회하고 새사람이 되었지만 결국 소문은 돌이킬 수 없다.
- 약중왕(藥中王) 문인가(聞人可) : 독에 정통하며 두씨 집안의 검법을 사용할 수 있다. 가끔 두군평으로 변장해서 행동하고, 중독되었던 사람들이 회복해서 천지맹을 되찾기까지 큰 도움을 준다.
- 사해유룡(四海遊龍) 육가(陸賈) : 개방 방주
- 음풍노괴(陰風老怪) 혁련중(赫連仲) : 흑도 괴걸. 두비경의 죽음을 목격한 유일한 생존자로, 실마리를 제공한다.
- 역효군(易曉君) : 수라문의 수라칠살 중 막내. 두군평을 만나 임장경과 멀어지게 되고, 두군평의 여자친구들에 대해서 질투심이 강하다.

### 천지맹(과거)
- 맹주 : 철염창룡(鐵髯蒼龍) 소정(肖錚). 장법으로 유명하다. 천지맹의 축하연에서 독에 당했음을 알고 은거한 뒤 진상을 밝히기 위해 뒤에서 전체 대국을 지휘하며 때를 기다린다.
- 부맹주 :
  - 두비경(杜飛卿) : 두군평의 아버지. 명예에 욕심이 없어서 소정에게 맹주 자리를 양보하고 사라진다.
  - 표향곡주(飄香谷主) 사자운(謝紫雲) : 이미 죽어서 표향곡에 묘까지 생겼지만, 어떤 사람들은 믿지 않고 두비경과 함께 숨어서 지낸다고 생각한다.
  - 천수신군(千手神君) 동방옥명(東方玉明) : 만성지독에 당해 무공을 잃고, 신풍보에서 허수아비로 지낸다.
  - 수라왕(修羅王) 곽덕(郭德) : 만성지독으로 무공을 잃고 상심하여 수라도에 은거 중, 두군평으로 인해 무공을 회복하고 동행한다.

### 천지맹(현재)
- 맹주 : 선고. 상관려경의 여제자. 소정으로 가장해서 맹주 행세를 하고 있다.
- 백도 부맹주
  - 신기우사(神機羽士) : 두비경의 자리를 대신한다. 금음으로 사람을 죽일 수 있으며, 맹자경과 상관려경을 부추겨 천지맹을 손에 넣으려 한다.
  - 맹자경(孟紫瓊) : 표향곡주의 자리를 대신한다. 두비경에 대한 마음 때문인지 두군평을 쉽게 죽이지 못한다.
  - 천수신군(千手神君) 동방옥명(東方玉明) : 이미 무공을 회복했으나 때를 기다린다.
  - 임장경(任長鯨) : 수라문의 수라칠살 중 셋 째. 한 때 두군평과 친구였으나 일곱 째 사매가 두군평에게 관심을 보이자 질투하여 두군평을 수라도에 유배보내고 천지맹에 가입한다.
- 흑도 부맹주
  - 동마(東魔) 여음평(厲陰平)
  - 북요(北妖) 고란향(古蘭香)
  - 서괴(西怪) 공양곡(公羊轂)
  - 남독(南毒) 막회인(莫懷仁)